# هوکایدو شینکانسن
هوکایدو شینکانسن (انگلیسی: Hokkaido Shinkansen) یک خط قطار تندرو دراستان آئوموری و هوکایدو، ژاپن است. این خط که در سال ۲۰۱۶ تأسیس شده دارای ۴ ایستگاه و ۱۴۸٫۹ کیلومتر طول است.

## نگارخانه

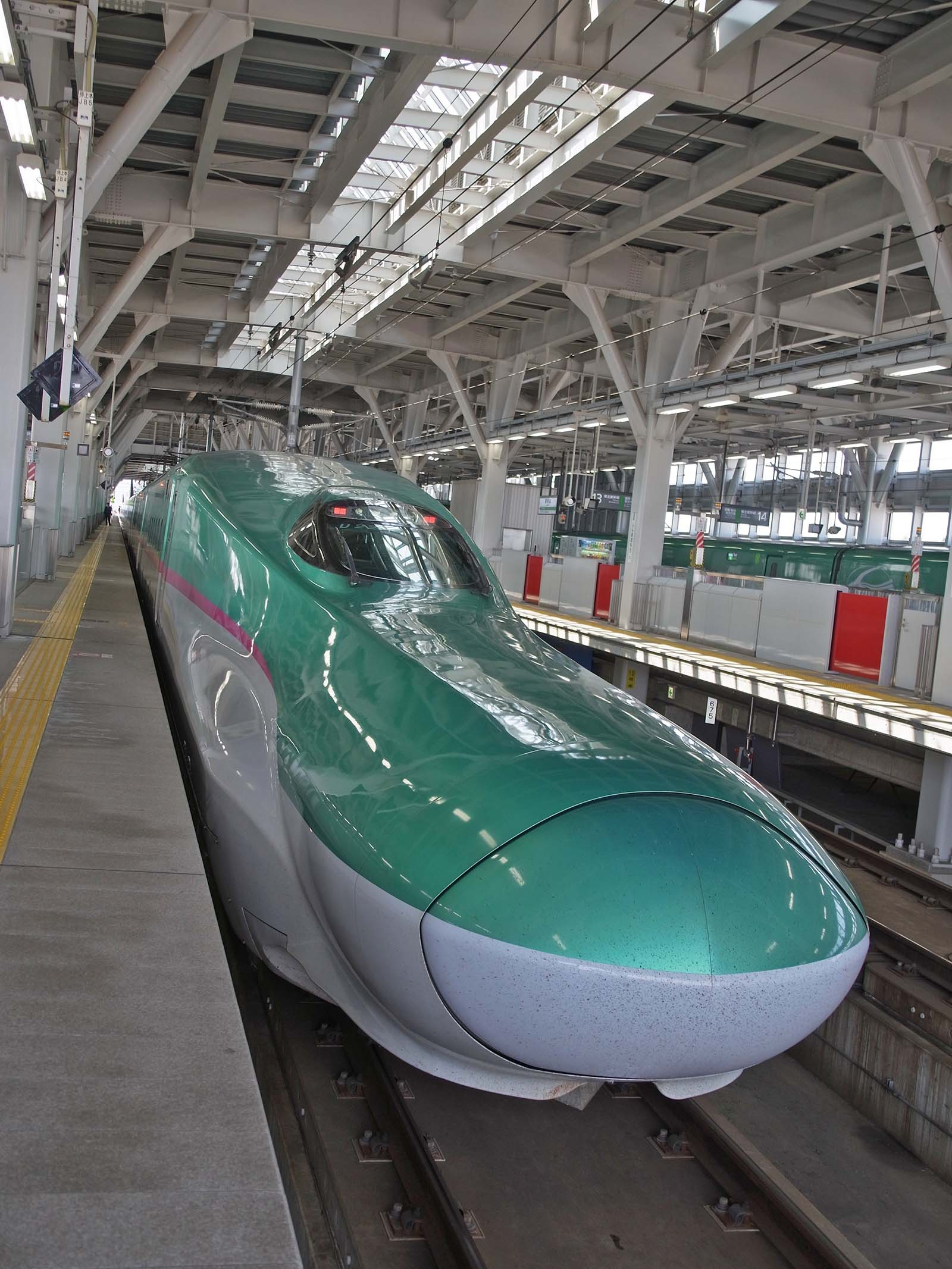
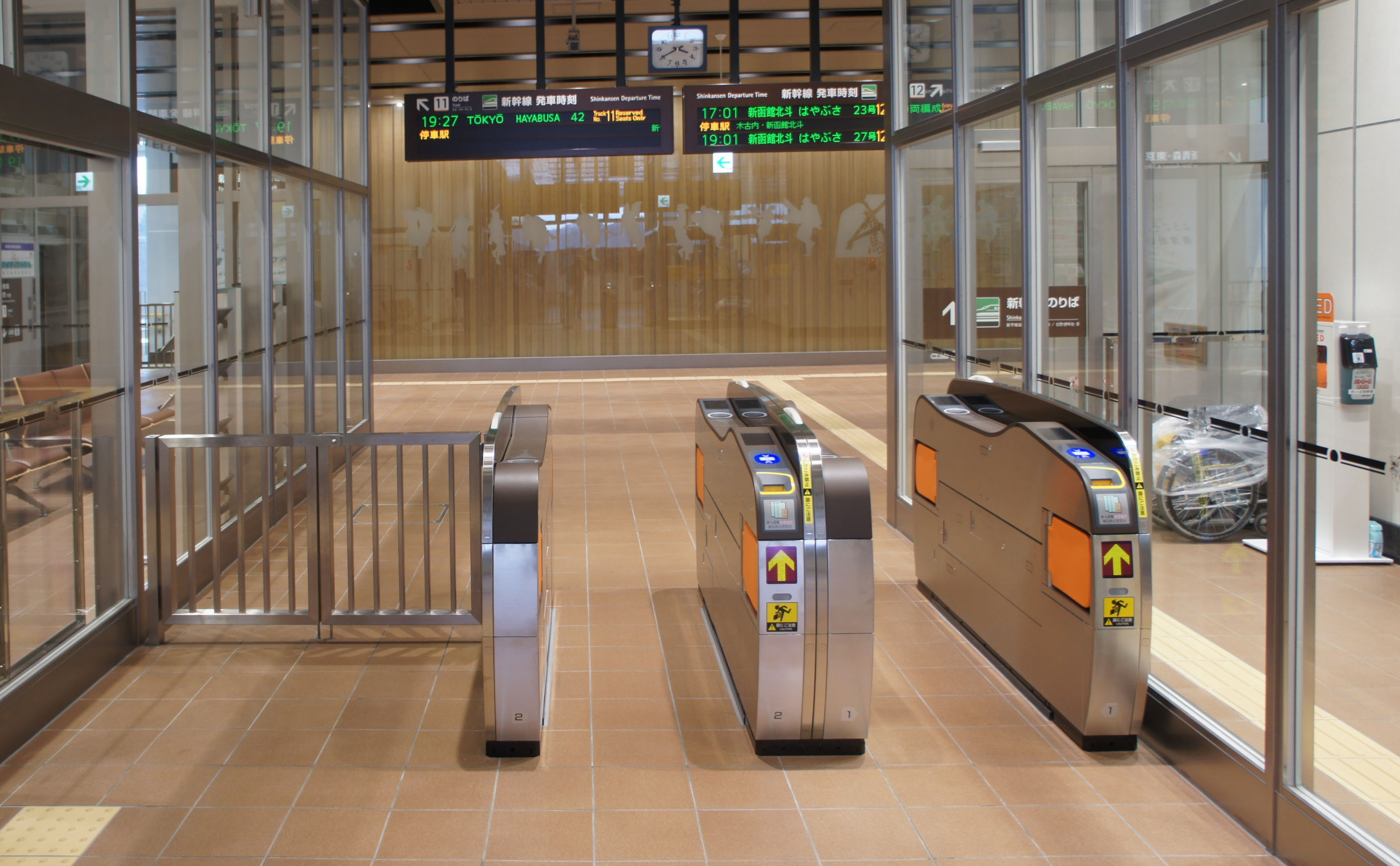
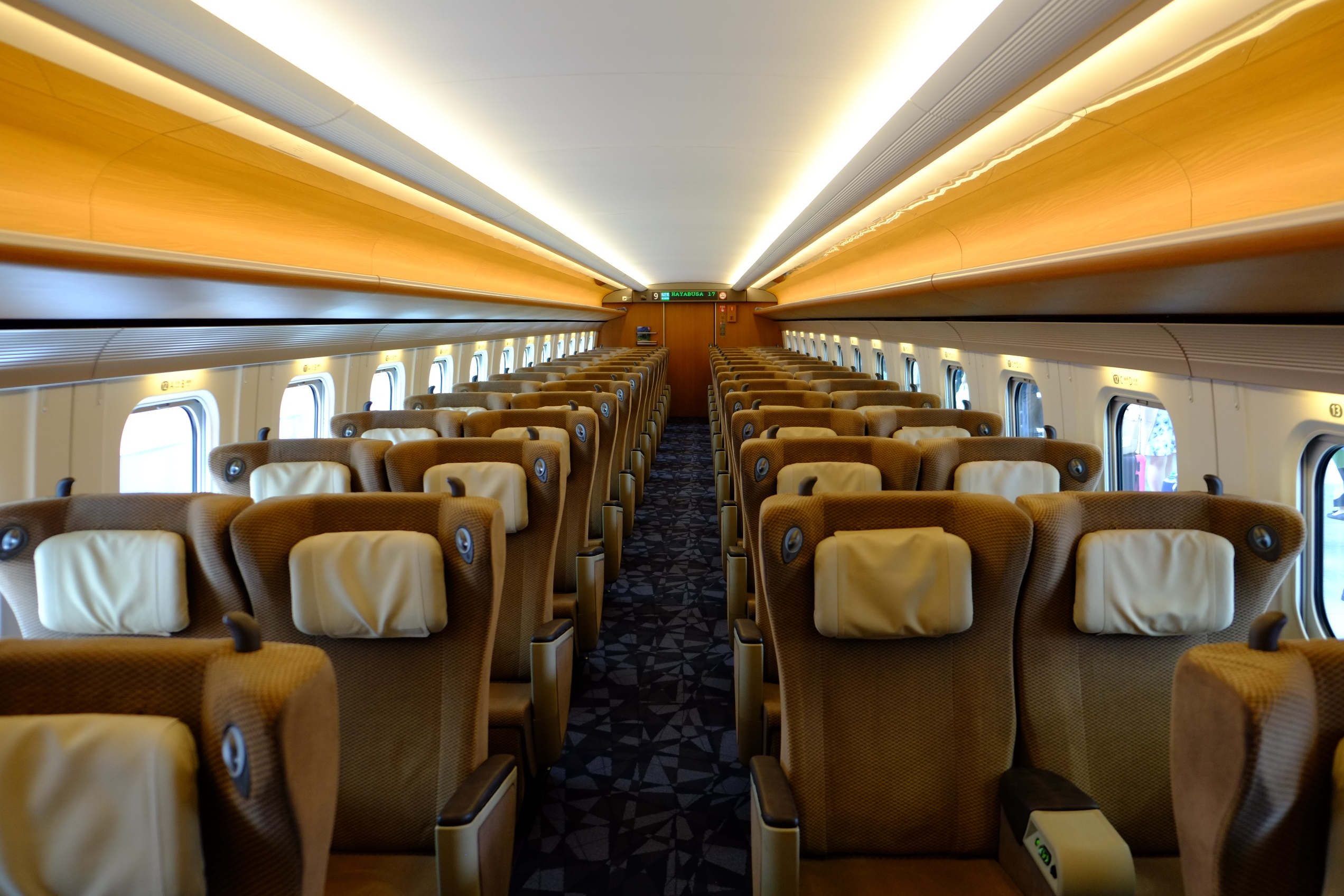
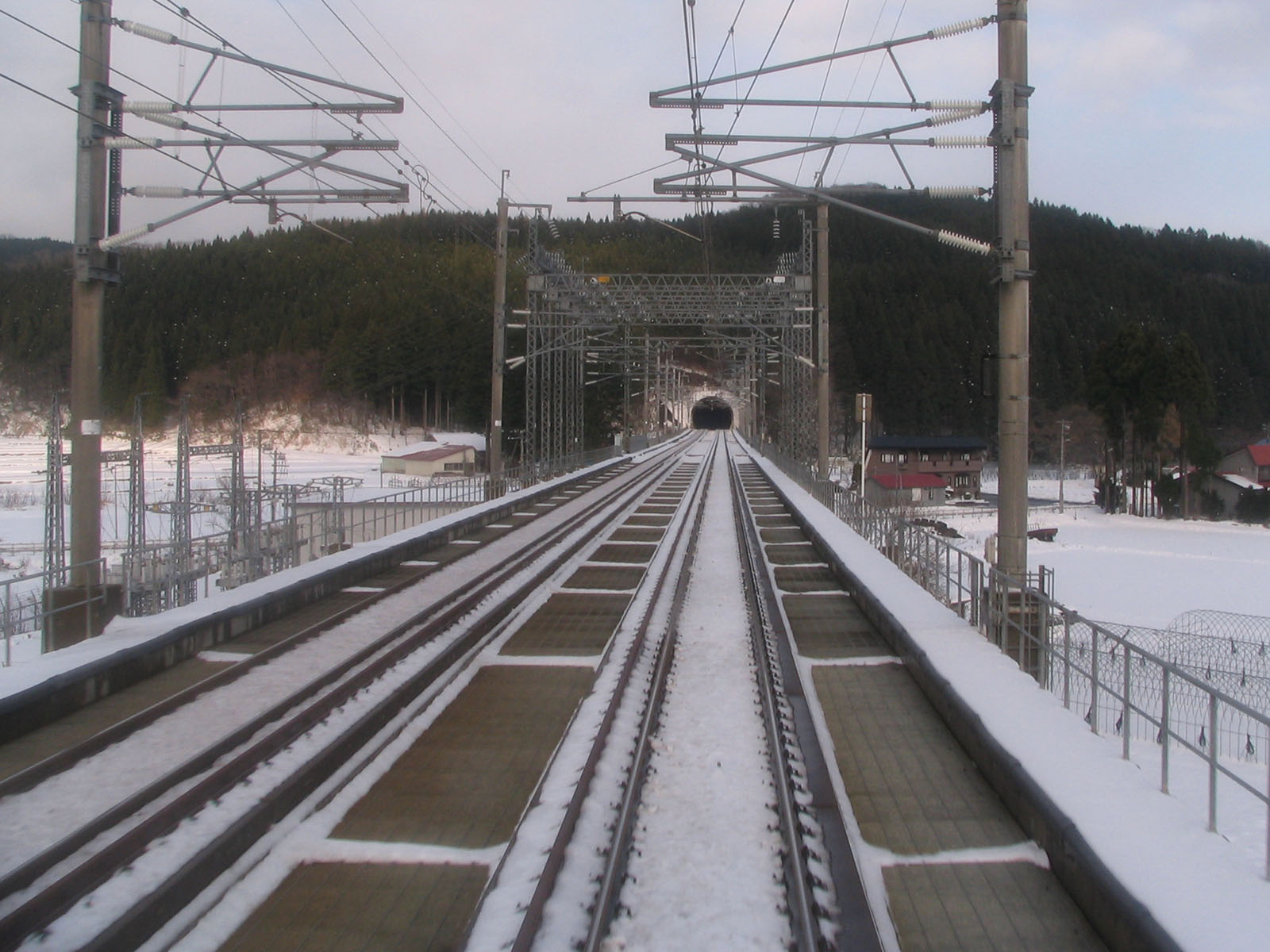